# Vrăjitoarea din Mărăcini

Vrăjitoarea din Mărăcini este un film românesc documentar din 1946 regizat de Jean Mihail. Filmul îmbină jocul actoricesc cu cel al păpușilor. A fost produs la comanda Societății "Filmul Popular". 